# Ait Hidja
Aït Hidja est un village de la commune algérienne d'Assi Youcef (At-Bu-Ɣerdan en kabyle) dont il est le chef-lieu, dans la wilaya de Tizi Ouzou en Kabylie.

## Localisation
Assi youcef, une conglomération au pied de la montagne du Djurdjura, se situe à 7 km au sud-est de Boghni et à 35 km au sud de Tizi Ouzou.

## Toponymie
Assi Youcef est le nom administratif de la commune, il lui a été donné par le colonel Mohand Oulhadj[Qui ?]. Elle est connue sous le nom de « Ath Voughardane » qui veut dire en français "hommes aux dorseaux"[réf. nécessaire].
Un nom qui lui a été également donné était "Amlouline", nom que l'on trouve dans la plupart des documents administratifs établis par les autorités françaises avant l'indépendance[réf. nécessaire].